# Euphorbia pauciradiata
Euphorbia pauciradiata là một loài thực vật có hoa trong họ Đại kích. Loài này được Blatt. mô tả khoa học đầu tiên năm 1933.